# Empenyedor

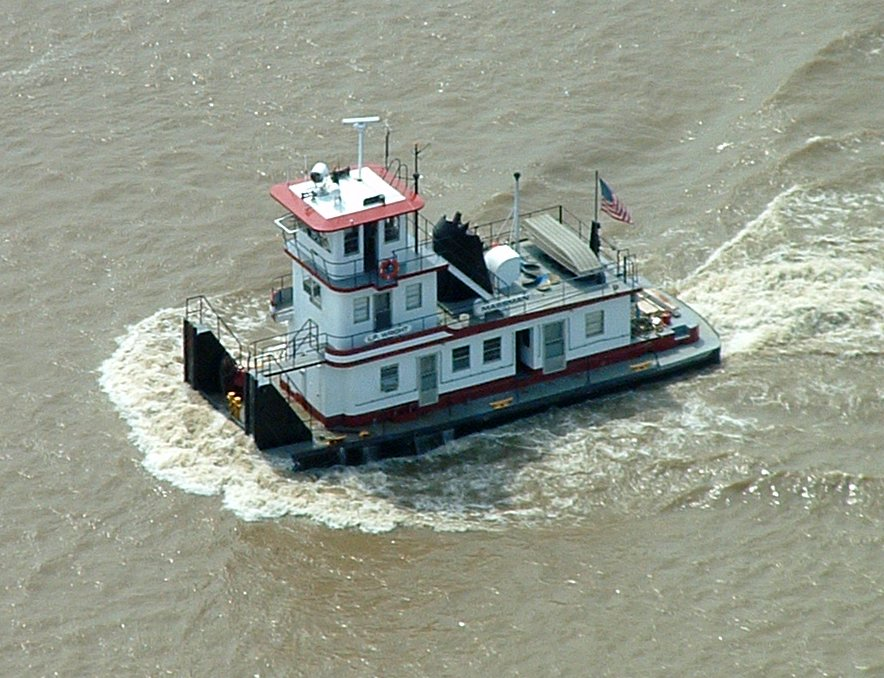
Empenyedor sol al riu Mississipi

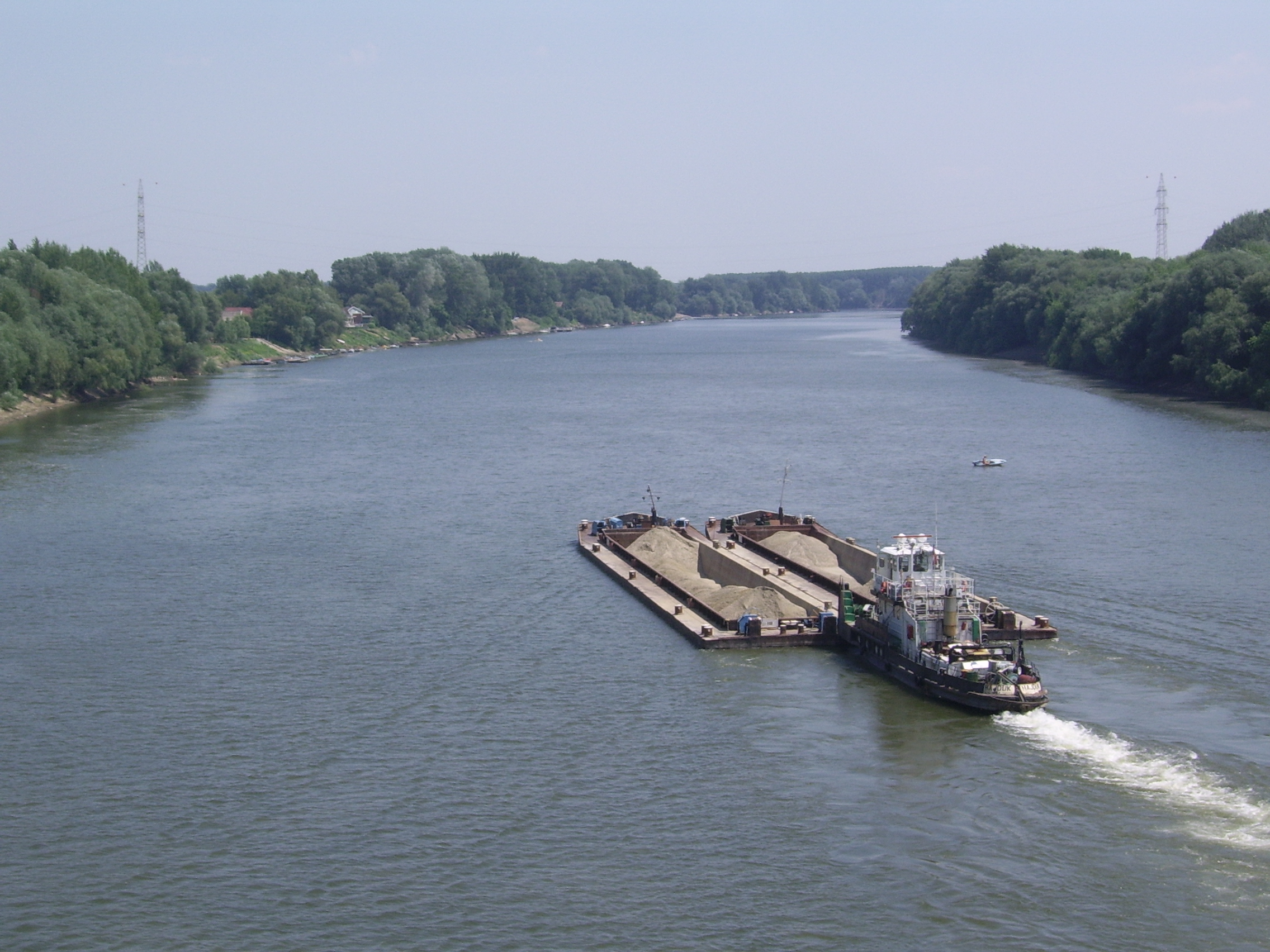
Comboi empès al riu Tisza (Hongria)

Un empenyedor és una embarcació especialment concebuda i construïda per a empènyer barcasses i embarcacions de navegació fluvial. Utilitzat a l'inici principalment per mercaderies a dojo (sorra, carbó, mena de ferro, residus…) també des de la fi dels anys 1980 es van desenvolupar barcasses portacontenidors segons el mateix concepte.
Té el vantatge que permet que la part costosa d'una embarcació es destaca de la part de càrrega, que només són unes caixes flotants sense gaire èquip, uns mers contenidors. Després d'atracar les barcasses, el empenyedor en pot prendre d'altres, ja carregades. Augmenta la productivitat, com que el capità i la tripulació no han d'esperar inoperatius durant el temps de càrrega o descàrrega. Segons el tipus de convoi i la capacitat de la via aquàtica, s'arriba a carregar fins a 6000 tones. Avui un comboi pot empènyer fins a quatre barcasses. Hi ha experiments al Rin amb combois de sis al tram Port de Rotterdam-Port de Duisburg, però encara no es pot generalitzar.
La navegació empesa es va desenvolupar a la conca del riu Mississipi a la fi del segle xix. La tècnica es va introduir a Europa des del 1955 amb el «Poussah» al Sena a França, un remolcador transformat i el 1957, amb el vaixell «Wasserbüffel» (alemany per a búfal asiàtic domèstic), construït ad hoc com a experiment per quatre companyies navilieres alemanyes i neerlandeses. Primer es va utilitzar al Rin als Països Baixos. Després de la reticència inicial envers la nova tecnologia, es va popularitzar i molts remolcadors van ser transformats en empenyedors.
En mitjana la navegació fluvial consumeix l'equivalent de 10 a 12 litres de petroli per 1000 tones-kilometres de càrrega, mentrestant el transport per camió en consumeix 70 a 80 litres.
| Normes europees de la CEMT per a conjunts de barcasses empeses a l'occident de l'Elba | Normes europees de la CEMT per a conjunts de barcasses empeses a l'occident de l'Elba | Normes europees de la CEMT per a conjunts de barcasses empeses a l'occident de l'Elba | Normes europees de la CEMT per a conjunts de barcasses empeses a l'occident de l'Elba | Normes europees de la CEMT per a conjunts de barcasses empeses a l'occident de l'Elba | Normes europees de la CEMT per a conjunts de barcasses empeses a l'occident de l'Elba | Normes europees de la CEMT per a conjunts de barcasses empeses a l'occident de l'Elba |
| Classe CEMT                                                                           | tipus de comboi                                                                       | càrrega en tones                                                                      | llargada (m)                                                                          | amplada (m)                                                                           | calat (m)                                                                             | alçària lliure (m)                                                                    |
| ------------------------------------------------------------------------------------- | ------------------------------------------------------------------------------------- | ------------------------------------------------------------------------------------- | ------------------------------------------------------------------------------------- | ------------------------------------------------------------------------------------- | ------------------------------------------------------------------------------------- | ------------------------------------------------------------------------------------- |
| Vb                                                                                    | 2 barcasses (en longitud)                                                             | 3200-6000                                                                             | 172-185                                                                               | 11,4                                                                                  | 2,5-4,5                                                                               | 5,25, 7 o 9,10                                                                        |
| VIa                                                                                   | 2 barcasses (juxtaposats)                                                             | 3200 -6000                                                                            | 95-110                                                                                | 22,8                                                                                  | 2,5-4,5                                                                               | 7 o 9,10                                                                              |
| VIb                                                                                   | 2 x 2                                                                                 | 3200 -6000                                                                            | 185-195                                                                               | 22,8                                                                                  | 2,5-4,5                                                                               | 7 o 9,10                                                                              |
| VIc                                                                                   | 3 x 2 2 x 3                                                                           | 9600-18000                                                                            | 270-280 195-200                                                                       | 22,8 33,0-34,2                                                                        | 2.5-4,5                                                                               | 9,10                                                                                  |
| VId                                                                                   | 3 x 3                                                                                 | 14500-27000                                                                           | 285                                                                                   | 33,0-34,2                                                                             | 2,5-4,5                                                                               | 9,10                                                                                  |